# Mario Revollo Bravo
Mario Revollo Bravo (Genova, 15 giugno 1919 – Bogotà, 3 novembre 1995) è stato un cardinale e arcivescovo cattolico colombiano.
Fu nominato cardinale della Chiesa cattolica da papa Giovanni Paolo II.

## Biografia
Nacque a Genova, città in cui il padre era console colombiano, il 15 giugno 1919.
Papa Giovanni Paolo II lo elevò al rango di cardinale nel concistoro del 28 giugno 1988.
Morì il 3 novembre 1995 all'età di 76 anni e venne sepolto all’interno della cattedrale di Bogotà.

## Genealogia episcopale e successione apostolica
La genealogia episcopale è:
- Cardinale Scipione Rebiba
- Cardinale Giulio Antonio Santori
- Cardinale Girolamo Bernerio, O.P.
- Arcivescovo Galeazzo Sanvitale
- Cardinale Ludovico Ludovisi
- Cardinale Luigi Caetani
- Cardinale Ulderico Carpegna
- Cardinale Paluzzo Paluzzi Altieri degli Albertoni
- Papa Benedetto XIII
- Papa Benedetto XIV
- Papa Clemente XIII
- Cardinale Marcantonio Colonna
- Cardinale Giacinto Sigismondo Gerdil, B.
- Cardinale Giulio Maria della Somaglia
- Cardinale Carlo Odescalchi, S.I.
- Vescovo Eugène de Mazenod, O. M. I.
- Cardinale Joseph Hippolyte Guibert, O. M. I.
- Cardinale François-Marie-Benjamin Richard de la Vergne
- Cardinale Pietro Gasparri
- Cardinale Clemente Micara
- Cardinale Antonio Samorè
- Cardinale Aníbal Muñoz Duque
- Cardinale Mario Revollo Bravo

La successione apostolica è:
- Vescovo Guillermo Alvaro Ortiz Carrillo (1986)
- Vescovo Enrique Sarmiento Angulo (1986)
- Vescovo Agustín Otero Largacha, O.A.R. (1986)
- Vescovo Fabio Suescún Mutis (1986)
- Cardinale Jorge Enrique Jiménez Carvajal, C.I.M. (1992)